# Langenbruck
Langenbruck – gmina (niem. Einwohnergemeinde) w północnej Szwajcarii, w kantonie Bazylea-Okręg, w okręgu Waldenburg. 31 grudnia 2020 roku liczyła 951 mieszkańców. Przez teren gminy przebiega droga główna nr 12.   